# صوفيا جانسون
صوفيا جانسون (بالفنلندية: Sophia Jansson) هي سيدة أعمال فنلندية، ولدت في 1962 في فنلندا.